# Jos van der Maesen
Jos van der Maesen, professor emeritus dr. ir. L.J.G. van der Maesen (1944) is een Nederlandstalige plantkundige, gespecialiseerd in de flora van Afrika. Volgens de Index Kewensis heeft hij zo'n vijftig nieuwe botanische namen (mede)gepubliceerd. In recente tijden zijn de hoofdwerkzaamheden van Van der Maesen aan de onderfamilie Caesalpinioideae van de familie Leguminosae.
Van der Maesen kwam in mei 1996 in de Nederlandse media bij de ontdekking van een nieuwe boomsoort van 40m hoog in Gabon, ontdekt door de Wageningse bosbouwstudent Xander van der Burgt tijdens veldwerk in Gabon, in een project geleid door Jos van der Maesen. Het bleek niet alleen een nieuwe soort, maar ook de enige soort in het genus binnen een straal van enkele duizenden kilometers.